# Wuhan FC
Wuhan FC (Chinees: 武汉卓尔) was een Chinese voetbalclub uit Wuhan, provincie Hubei. 

## Geschiedenis
In 2009 werd Wuhan Zall onder de naam Hubei Greenery (Chinees: 湖北绿茵) opgericht. In 2011 werd gespeeld als Wuhan Zhongbo en in 2012 nam de club haar huidige naam aan. In 2012 eindigde de club tweede in de Jia League, waardoor de club promoveerde naar de Super League. In 2013 degradeerde de club weer terug. Wuhan Zall werd in 2018 kampioen van de Jia League en promoveerde andermaal naar het hoogste niveau.
In 2020 kwam de club wereldwijd in het nieuws. Wuhan Zall vertrok in januari voor een trainingskamp naar Spanje, maar men kon niet meer terug naar China vanwege de uitbraak van COVID-19. Nadat de situatie in China veiliger en in Spanje nijpender werd, kon de club terug naar het thuisland, hetzij het via een tussenstop in Duitsland. Eenmaal aangekomen in Shenzhen moesten alle personen van de club drie weken in quarantaine. Pas op 18 april, 104 dagen na vertrek, keerde men terug in Wuhan. In 2021 werd de naam Wuhan FC.
Op 25 januari 2023 kondigde de club aan dat het had besloten haar deelname aan elke competitie die wordt beheerd door de Chinese voetbalbond in te trekken, wat betekent dat de club is ontbonden.